# Jesko Raffin
Jesko Raffin, né le 12 juin 1996 à Zurich, est un pilote de vitesse moto suisse.
Il est le champion 2014 du Championnat d'Espagne de vitesse Moto2.

## Carrière
Il débute en 2012 dans l'équipe GP Team Switzerland en remplacement de Randy Krummenacher.
Le titre de champion 2014 du FIM CEV Moto2 en poche, il intègre en 2015 l'équipe Sports-Millions–Emwe–SAG team. 
Il marque ses premiers points en grand prix en 2016 lors du Grand Prix d'Espagne.

## Statistiques

### Statistiques par catégorie
(Mise à jour après le  Grand Prix moto de la Communauté valencienne 2016)
| Année | Catégorie | Moto  | Courses | Victoires | Podiums | Pole | M.tours | Points | Classement |
| ----- | --------- | ----- | ------- | --------- | ------- | ---- | ------- | ------ | ---------- |
| 2012  | Moto2     | Kalex | 3       | 0         | 0       | 0    | 0       | 0      | NC         |
| 2015  | Moto2     | Kalex | 18      | 0         | 0       | 0    | 0       | 0      | NC         |
| 2016  | Moto2     | Kalex | 17      | 0         | 0       | 0    | 0       | 14     | 25e        |
| 2017* | Moto2     | Kalex | 0       | 0         | 0       | 0    | 0       | 0      |            |
| Total |           |       | 38      | 0         | 0       | 0    | 0       | 14     |            |

- * Saison en cours.

### Résultats par année
| Année | Catégorie | Moto  | 1      | 2      | 3      | 4      | 5      | 6      | 7       | 8      | 9      | 10     | 11     | 12     | 13      | 14     | 15     | 16     | 17     | 18     | Pos | Pts |
| ----- | --------- | ----- | ------ | ------ | ------ | ------ | ------ | ------ | ------- | ------ | ------ | ------ | ------ | ------ | ------- | ------ | ------ | ------ | ------ | ------ | --- | --- |
| 2012  | Moto2     | Kalex | QAT    | ESP    | POR    | FRA    | CAT    | GBR    | NED     | GER    | ITA    | IND    | CZE    | RSM    | ARA 27  | JPN 28 | MAL 18 | AUS    | VAL    |        | NC  | 0   |
| 2015  | Moto2     | Kalex | QAT 22 | AME 24 | ARG 28 | ESP 25 | FRA 24 | ITA 23 | CAT 24  | NED 21 | GER 21 | IND 17 | CZE 26 | GBR 21 | RSM Ab. | ARA 20 | JPN 17 | AUS 17 | MAL 21 | VAL 24 | NC  | 0   |
| 2016  | Moto2     | Kalex | QAT 16 | ARG 23 | AME 21 | ESP 14 | FRA 23 | ITA 26 | CAT DNS | NED 18 | GER 8  | AUT 24 | CZE 24 | GBR 17 | RSM 15  | ARA 20 | JPN 17 | AUS 13 | MAL 16 | VAL 17 | 25e | 14  |
| 2017* | Moto2     | Kalex | QAT    | ARG    | AME    | ESP    | FRA    | ITA    | CAT     | GER    | NED    | AUT    | CZE    | GBR    | RSM     | ARA    | JPN    | AUS    | MAL    | VAL    |     |     |

| Couleur | Résultat                     |
| ------- | ---------------------------- |
| Or      | Vainqueur                    |
| Argent  | 2e place                     |
| Bronze  | 3e place                     |
| Vert    | Terminé, dans les points     |
| Bleu    | Terminé, pas dans les points |
| Violet  | Abandon (Ab.) ou (Ret)       |
| Violet  | Non classé (NC)              |
| Rouge   | Pas qualifié (DNQ)           |
| Noir    | Disqualifié (DSQ)            |
| Blanc   | Pas au départ (DNS)          |
| Blanc   | Forfait (WD)                 |
| Blanc   | N'a pas participé (DNP)      |
| Blanc   | Blessé (INJ)                 |
| Blanc   | Exclu (EX)                   |
| Blanc   | Course annulée (C)           |

### Par catégorie
(Mise à jour après le  Grand Prix moto de la Communauté valencienne 2016)
| Cat.  | Année | 1er GP   | 1er Podium | 1re Victoire | Courses | Victoires | Podiums | Pole | M.tours¹ | Points | Titres |
| ----- | ----- | -------- | ---------- | ------------ | ------- | --------- | ------- | ---- | -------- | ------ | ------ |
| Moto2 | 2012- | ARA 2012 |            |              | 38      | 0         | 0       | 0    | 0        | 14     | 0      |
| Total | 2012- |          |            |              | 38      | 0         | 0       | 0    | 0        | 14     | 0      |